# Přemysl Přichystal
Přemysl Přichystal (31. března 1952 Brno – 21. srpna 2006 Brno) byl český herec. Jeho otcem byl herec a operní pěvec Jiří Přichystal.
V roce 1970 absolvoval dramatický obor na brněnské konzervatoři, na což následně navázal studiem činoherního herectví na Janáčkově akademii múzických umění v Brně, které dokončil v roce 1974. Po absolutoriu byl v letech 1974–1983 v angažmá v Horáckém divadle Jihlava a následně působil v letech 1983–1992 v Satirickém divadle Večerní Brno (v posledních letech jako Divadlo u Jakuba). Po roce 2000 hrál v dětském Divadle Špílberg.
Před kamerami se objevoval ojediněle, v drobných rolích se představil ve filmech Jak se budí princezny (1978) a Něco je ve vzduchu (1981). V průběhu 80. a 90. let 20. století hrál v několika televizních filmech, po roce 2000 účinkoval v několika dílech seriálu Četnické humoresky. Od začátku 90. let 20. století se věnoval dabingu, namluvil například Roberta Picarda v seriálu Star Trek: Vesmírná loď Voyager či Michaela Lerchenberga v seriálu Big Ben.